# هانس روس
هانس روس (بالنرويجية: Hans Ross)‏ (و. 1833 – 1914 م) هو لغوي نرويجي، ولد في ماندال، توفي عن عمر يناهز 81 عاماً.